# شهرستان برنستبل (ماساچوست)
شهرستان برنستبل، ماساچوست (به انگلیسی: Barnstable County, Massachusetts) یک سکونتگاه مسکونی در ایالات متحده آمریکا است که در ماساچوست واقع شده‌است.

## خصوصیات
شهرستان برنستبل ۳٬۳۸۲٫۵۴ کیلومترمربع مساحت دارد.